# Ludvig 4. af Pfalz
Ludvig 4., kurfyrste af Pfalz eller Ludvig 4., navngivet den Sagtmodige (tysk:  Ludwig IV., genannt der Sanftmütige) (født 1. januar 1424 i Heidelberg, død 13. august 1449 i Worms) fra slægten Wittelsbach var pfalzgreve og kurfyrste af Pfalz fra 1436 til 1449.

## Forældre
Ludvig 4. var søn af Ludvig 3., kurfyrste af Pfalz og Matilde (Mechthild) af Savoyen–Achaea (1390–1438) og storebror til Frederik 1., kurfyrste af Pfalz, der regerede i Pfalz i 1451–1476. Frederik 1. var gift med Clara Tott, og han blev stamfader til greverne og de titulære fyrster af Löwenstein-Wertheim.

## Ægteskab
Ludvig 4. var gift med prinsesse Margarethe af Savoyen (1420–1479). Hun var datter af greve Amadeus 8. af Savoyen (den senere modpave Felix 5.).
De blev forældre til Filip den Oprigtige, kurfyrste af Pfalz. Filip var titulær kurfyrste (dvs. under formynderskab i 1449–1451) og regerende kurfyrste fra 1476 til 1508.